# Колумбия-Фолс (Монтана)
Колумбия-Фолс (англ. Columbia Falls) — город в округе Флатхед в штате Монтана США. По данным переписи 2020 года, численность населения составляла 5308 человек. Колумбия-Фолс признан одним из лучших и самых безопасных мест для жизни в Монтане.

## История
Территория, которая впоследствии стала городом Колумбия-Фолс, была впервые заселена в 1891 году в ожидании появления железной дороги Грейт-Нортерн. 26 апреля 1909 года город Колумбия-Фолс был официально зарегистрирован.
Первые жители просили назвать Почтовое отделение США «Колумбия», но в конечном итоге к названию был добавлен элемент «Фолс», чтобы избежать путаницы с уже имеющимся названием Колумбус.
Дом ветеранов Монтаны в Колумбия-Фолс обслуживает ветеранов с 1896 года. Его нынешнее здание было открыто губернатором Монтаны Форрестом Х. Андерсоном на официальной церемонии открытия в 1970 году. Статуя Э. М. Виксни, изображающая солдата Первой мировой войны, была перенесена к фасаду Дома ветеранов в 1972 году. Статуя «первоначально стояла в Калиспелле на разделительной полосе главной улицы перед зданием суда округа Флэтхед».

## География
Город Колумбия-Фолс расположен примерно в миле от границы национального леса Флатхед, в 15 милях от Калиспелла и в 17 милях от национального парка Глейшер.
По данным Бюро переписи населения США, общая площадь города составляет 2,05 миль² (5,31 км²), вся территория представляет собой сушу.

## Население
| Год переписи                                  | Нас. |  | %±    |
| --------------------------------------------- | ---- |  | ----- |
| 1910                                          | 601  |  | —     |
| 1920                                          | 611  |  | 1,7%  |
| 1930                                          | 637  |  | 4,3%  |
| 1940                                          | 637  |  | —     |
| 1950                                          | 1232 |  | 93,4% |
| 1960                                          | 2132 |  | 73,1% |
| 1970                                          | 2652 |  | 24,4% |
| 1980                                          | 3112 |  | 17,3% |
| 1990                                          | 2942 |  | −5,5% |
| 2000                                          | 3645 |  | 23,9% |
| 2010                                          | 4688 |  | 28,6% |
| 2020                                          | 5308 |  | 13,2% |
| 1910–2020 Десятилетняя перепись населения США |      |  |       |

### Перепись 2010 года
По данным переписи 2010 года, в городе жили 4688 человек, были 1863 домохозяйства и 1215 семей. Плотность населения составляла 2286,8 жителей на милю² (882,9/км²). Было 1994 единицы жилья при средней плотности 972,7 единиц на милю² (375,6 единиц/км²). Расовый состав города был следующим: 94,4% белые, 0,2% афроамериканцы, 1,8% коренные американцы, 0,4% азиаты, 0,3% представители других рас и 2,9% представители двух или более рас. Испаноязычные или латиноамериканцы любой расы составляли 2,8%.
Из 1863 домохозяйств в 35,0% проживали дети в возрасте до 18 лет, в 47,9% — супружеские пары, живущие вместе, в 12,9% — женщины без мужей, в 4,5% — мужчины без жён, а в 34,8% не было семей. 28,8% домохозяйств состояли из одного человека, а в 11% — из одного человека в возрасте 65 лет и старше. Средний размер домохозяйства составил 2,47, а средний размер семьи — 3,02.
Средний возраст составил 35,6 лет. 26% жителей были моложе 18 лет; 8,5% были в возрасте от 18 до 24 лет; 26,8% были в возрасте от 25 до 44 лет; 25,3% были в возрасте от 45 до 64 лет; и 13,2% были в возрасте 65 лет и старше. Гендерный состав города был следующим: 48,1% мужчин и 51,9% женщин.

### Перепись 2000 года
По данным переписи 2000 года, в городе жили 3645 человек, было 1400 домохозяйств и 966 семей. Плотность населения составляла 2402,9 жителей на квадратную милю (927,8/км²). Было 1470 единиц жилья при средней плотности 969,1 единиц на квадратную милю (374,2 единиц/км²). Расовый состав города был следующим: 96,27% белые, 0,25% афроамериканцы, 1,23% коренные американцы, 0,49% азиаты, 0,08% жители островов Тихого океана, 0,41% представители других рас и 1,26% представители двух или более рас. Испаноязычные или латиноамериканцы любой расы составляли 1,84%.
Из 1400 домохозяйств 36,3% имели детей в возрасте до 18 лет, проживающих с ними, 52,0% были супружескими парами, живущими вместе, 12,1% имели женщину-домохозяйку без мужа, и 31,0% не имели семьи. 25,7% домохозяйств состояли из одного человека, а 11,0% — из одного человека в возрасте 65 лет и старше. Средний размер домохозяйства составил 2,52, а средний размер семьи — 3,06.
Распределение по возрасту было следующим: 28,3% моложе 18 лет, 8,1% от 18 до 24 лет, 28,6% от 25 до 44 лет, 21,5% от 45 до 64 лет и 13,4% 65 лет и старше. Средний возраст составил 36 лет. На каждые 100 женщин приходилось 99,2 мужчин. На каждые 100 женщин в возрасте 18 лет и старше приходилось 97,4 мужчин.
Средний доход домохозяйства составил 31 128 долларов, а средний доход семьи — 40 794 доллара. Средний доход мужчин составил 32 109 долларов, а женщин — 20 023 доллара. Доход на душу населения в городе составил 14 355 долларов. Около 12,5% семей и 17,1% населения находились за чертой бедности, в том числе 25,8% лиц моложе 18 лет и 4,0% лиц в возрасте 65 лет и старше.

## Управление
Система управления Колумбия-Фолс состоит из городского совета с шестью членами и мэром, избираемыми на четырехлетний срок.
В июне 2020 года избиратели Колумбия-Фолс проголосовали за введение 3%-ного курортного налога на все предметы роскоши и услуги в пределах города; более 50% налоговых поступлений планируется направить на финансирование общественной безопасности.

## Транспорт
Через Колумбия-Фолс проходит скоростная автомагистраль US 2. Дорога Норт-Форк (S-486) начинается на пересечении с US 2 в Колумбия-Фолс и идёт до канадской границы.
Коммерческие авиаперевозки осуществляются в международном аэропорту Глейшер-Парк, расположенном примерно в 8 милях к югу от Колумбия-Фолс.
Район Колумбия-Фолс обслуживается поездом компании Amtrak по маршруту Чикаго — Портленд/Сиэтл Эмпайр-Билдер, остановки которого расположены неподалеку в Уайтфише и Уэст-Глейшере.

## Медиа
Колумбия-Фолс обслуживается Hungry Horse News.
KBCK 95.9 FM (Outlaw Country) и KRVO 103.1 FM — коммерческие радиостанции, расположенные в Колумбия-Фолс, вещающие на долину Калиспелл-Флэтхед. KBCK транслирует формат кантри-музыки, а KRVO транслирует формат альтернативной музыки.